# 宇佐タミエ
宇佐 タミエ（うさ タミエ、? - 2011年〈平成23年〉6月30日）は、日本のアイヌ文化伝承者。東京都内に存在したアイヌ料理店「レラ・チセ」の創業メンバーの1人。母はアイヌ団体「レラの会」初代会長の西村ハツヱ、三女はアイヌ文化伝承家の宇佐照代。

## 生涯
北海道釧路市で誕生し、同市で育った。アイヌの家庭の生まれであり、アイヌの多く住む土地で育ったものの、この頃には自身がアイヌであることを強く意識することはなかった。
40歳の頃に、離婚を機に子供たちと共に上京し、いくつもの仕事をかけ持ちして、一男四女を育て上げた。また、首都圏のアイヌ団体「レラの会」に母や妹が携わっていたことで、自身も同会に、子供たちと共に参加した。この会でアイヌの歌や踊りを学ぶことで、次第にアイヌ団体での活動に没頭するようになった。
1994年（平成6年）、レラの会によるアイヌ料理店レラ・チセが開店すると、アイヌ料理を人々に伝承するために、仕込みを受け持った。関西や九州での交流会にも足を伸ばし、アイヌ料理やアイヌ音楽を通じて、アイヌ文化を広める活動にも取り組んだ。これらの精力的な活動が首都圏のアイヌたちに大きな影響を与えたと評価され、2008年（平成20年）、公益財団法人アイヌ民族文化財団よるアイヌ文化奨励賞を受賞した。
レラ・チセが経営難で閉店した後、2011年5月、三女の宇佐照代と共に東京都に「ハルコロ」として店を再開した。その頃には先述の五子に加えて孫9人、曾孫1人に恵まれていた。ハルコロ開店前日には家族たち囲まれ、自らオハウ（アイヌ料理の汁物）を振舞った。
しかしその約1か月後の同2011年6月30日、脳出血により満69歳で急逝した。ハルコロは宇佐照代が母の遺志を継いで、経営を続けている。